# Shuna (Slate Islands)
Shuna, schottisch-gälisch: Siùna, ist eine Insel der Slate Islands im schottischen Archipel der Inneren Hebriden. Der Name setzt sich zusammen aus einer unerklärten Vorsilbe und alt-skandinavisch „ey“, Eiland. Sie befindet sich in Privatbesitz.
Um 1875 wurden auf der Insel vielleicht die drei Shuna-Schwerter aus der späten Bronzezeit gefunden.
Auf der Insel leben die kleinsten Waldspitzmäuse von Schottland.

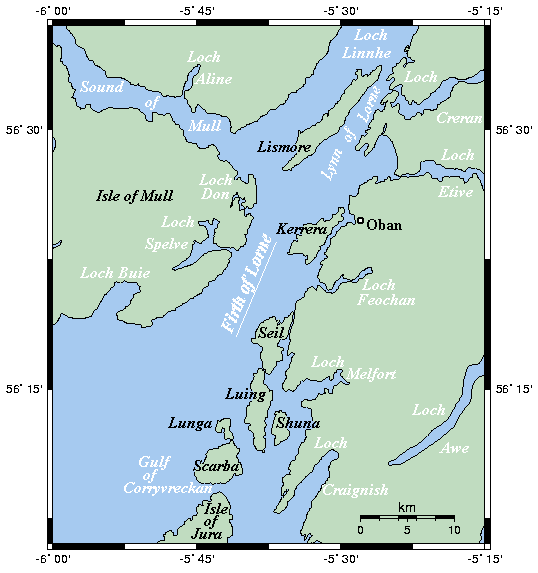
Karte